# Skeleton nos Jogos Olímpicos de Inverno da Juventude de 2012
As competições de skeleton nos Jogos Olímpicos de Inverno da Juventude de 2012 serão realizadas no Olympic Sliding Centre Innsbruck em Igls, Innsbruck, Áustria, no dia 21 de janeiro.

## Calendário
| Janeiro  | 13 | 14 | 15 | 16 | 17 | 18 | 19 | 20 | 21 | 22 |
| -------- | -- | -- | -- | -- | -- | -- | -- | -- | -- | -- |
| Skeleton |    |    |    |    |    |    |    |    | 2  |    |

|  | Dia de final |

## Eventos
- Individual masculino
- Individual feminino

## Medalhistas
| Evento                        | Ouro                                     | Prata                                       | Bronze                            |
| ----------------------------- | ---------------------------------------- | ------------------------------------------- | --------------------------------- |
| Individual masculino detalhes | Sebastian Berneker · Alemanha \| 1:52.73 | Stefan Richard Geisler · Áustria \| 1:54.70 | Corey Gillies · Canadá \| 1:55.82 |
| Individual feminino detalhes  | Jacqueline Loelling · Alemanha \| 57.43  | Carina Mair · Áustria \| 58.40              | Carli Brockway · Canadá \| 58.48  |

## Quadro de medalhas
| Ordem | País         | Medalha de ouro | Medalha de prata | Medalha de bronze |   | Ordem por total |
| ----- | ------------ | --------------- | ---------------- | ----------------- | - | --------------- |
| 1     | GER Alemanha | 2               | 0                | 0                 | 2 | 1               |
| 2     | AUT Áustria  | 0               | 2                | 0                 | 2 | 2               |
| 3     | CAN Canadá   | 0               | 0                | 2                 | 2 | 3               |
| Total | Total        | 2               | 2                | 2                 | 6 | -               |